# Nie było
Nie było – singel polskiej grupy muzycznej Sweet Noise. Kompozycja autorstwa Tomasza  „Magica” Osińskiego i Piotra  „Glacy” Mohameda w oryginale ukazała się w 2002 roku na albumie pt. Czas ludzi cienia. Piosenka w formie promo singla ukazała się także w 2002 roku. W ramach promocji do utworu został zrealizowany teledysk który wyreżyserował Mikołaj Górecki.
W 2003 roku utwór „Nie było” ukazał się na albumie pt. Revolta. Przearanżowana piosenka została zrealizowana z gościnnym udziałem wokalistki popowej Edyty Górniak. Utwór w formie promocyjnego singla ukazał się w 2004 roku. Kompozycja była promowana w wybranych rozgłośniach radiowych, zajęła m.in. 4. miejsce na Liście Przebojów Programu Trzeciego czy też 11. miejsce na Szczecińskiej Liście Przebojów. Do nowej wersji nakręcono także teledysk, który wyreżyserowali Michał Gazda i Piotr  „Glaca” Mohamed.

## Lista utworów
| 2002 | 2002                        | 2002    |
| Nr   | Tytuł utworu                | Długość |
| ---- | --------------------------- | ------- |
| 1.   | „Nie było” (wersja radiowa) | 3:32    |
| 2.   | „Nie było”                  | 3:47    |
|      |                             | 7:19    |

| 2004 | 2004                                                           | 2004    |
| Nr   | Tytuł utworu                                                   | Długość |
| ---- | -------------------------------------------------------------- | ------- |
| 1.   | „Nie było” (gościnnie: Edyta Górniak; skrócona wersja radiowa) | 3:45    |
| 2.   | „Nie było” (gościnnie: Edyta Górniak; wersja radiowa)          | 4:09    |
| 3.   | „Nie było” (utwór instrumentalny)                              | 4:05    |
|      |                                                                | 11:59   |

## Notowania
| Rok  | Lista                                           | Utwór                           | Pozycja |
| ---- | ----------------------------------------------- | ------------------------------- | ------- |
| 2002 | Lista Przebojów Polskiego Radia Pomorza i Kujaw | "Nie było"                      | 18      |
| 2004 | Lista Przebojów Programu Trzeciego              | "Nie było” (oraz Edyta Górniak) | 4       |
| 2004 | Szczecińska Lista Przebojów                     | "Nie było” (oraz Edyta Górniak) | 11      |
| 2004 | Lista Przebojów Polskiego Radia Pomorza i Kujaw | "Nie było” (oraz Edyta Górniak) | 3       |